# Łowca i Królowa Lodu
Łowca i Królowa Lodu (ang. The Huntsman: Winter’s War) – amerykański film fantastyczno-przygodowy z 2016 roku w reżyserii Cedrica Nicolasa-Troyana, będący sequelem filmu Królewna Śnieżka i Łowca.

## Obsada
- Chris Hemsworth jako łowca Eric
- Charlize Theron jako Królowa Rawenna, zła macocha Królewny Śnieżki.
- Emily Blunt jako Freya, Królowa Lodu, siostra Rawenny.
- Jessica Chastain jako Sara, wojowniczka, ukochana Erica.
- Nick Frost jako Nion, krasnolud, który wcześniej pomagał Ericowi i Śnieżce pokonać armię Rawenny.
- Rob Brydon jako Gryff, krasnolud, który jest przyrodnim bratem Niona.
- Sheridan Smith jako pani Bromwyn, zadziorna i chciwa krasnoludka, która zostaje sojusznikiem Niona i Gryffa.
- Alexandra Roach jako Doreena, nieśmiała i łagodna krasnoludka, miłość Niona.
- Sam Claflin jako król William, mąż Śnieżki, który pomógł jej i Ericowi pokonać armię Rawenny.
- Sope Dirisu jako łowca Tull
- Sam Hazeldine jako łowca Liefr
- Sophie Cookson jako łowczyni Pippa
- Conrad Khan jako młody Eric
- Niamh Walter jako młoda Sara
- Fred Tatasciore jako lustrzany mężczyzna (głos), fizyczna forma Magicznego Lustra.
- Colin Morgan jako Andrew, książę Blackwood, ukochany Freyi.
- Madeleine Worrall jako matka Erica
- Kristen Stewart jako Królewna Śnieżka (niewymieniona w czołówce, materiał archiwalny)
- Liam Neeson jako narrator (niewymieniony w czołówce)

## Wersja polska
Wersja polska: Start International Polska

Reżyseria: Elżbieta Kopocińska

Tekst polski: Anna Niedźwiecka

Dźwięk i montaż: Renata Gontarz

Kierownictwo produkcji: Dorota Nyczek

Udział wzięli:
- Piotr Grabowski – Łowca Eric
- Izabella Bukowska – Zła królowa Ravenna
- Agnieszka Kunikowska – Królowa Lodu Freya
- Ewa Prus – Sara
- Cezary Kwieciński – Nion
- Janusz Wituch – Gryff
- Lidia Sadowa – Pani Bromwyn
- Marta Dylewska – Doreena
- Miłogost Reczek –
  - Narrator,
  - Lustro

W pozostałych rolach:
- Jacek Król – Leifr
- Kamil Pruban – William
- Józef Grzymała
- Mikołaj Klimek
- Fabian Kocięcki
- Zbigniew Konopka – Król
- Maciej Kosmala
- Maciej Kowalik – Tull
- Marta Markowicz
- Aleksandra Radwan – Pippa
- Milena Gąsiorek
- Józef Kubiak
- Sara Lewandowska
- Bernard Lewandowski
- Michał Mostowiec

oraz:
- Karol Wróblewski

Lektor tytułu filmu i napisu ekranowego oraz tyłówki: Piotr Borowiec